# Challenge St. Pölten
Die Challenge St. Pölten ist eine ca. 65 km westlich von Wien im Rahmen der internationalen Challenge-Rennserie stattfindende Triathlon-Sportveranstaltung im österreichischen St. Pölten über die Mitteldistanz 1,9 km Schwimmen, 90 km Radfahren und 21,1 km Laufen. Sie ist die Nachfolgeveranstaltung des von 2007 bis 2019 hier ausgetragenen Ironman 70.3 Austria.

## Organisation
Ironman 70.3 ist ein geschütztes Markenzeichen des chinesischen Dalian-Wanda-Konzerns bzw. dessen Tochterunternehmens WTC, die ursprünglich dessen Nutzung gegen Zahlung von Lizenzgebühren an unabhängige Veranstalter vergab und seit 2009 zunehmend auch selbst als Veranstalter auftritt. Das Rennen über die halbe Ironman-Distanz wurde 2007 erstmals in Österreich durch die Triangle Sports & Promotion GmbH veranstaltet, die bereits seit 1998 den Ironman Austria und zeitweise auch den Ironman France, den Ironman South Africa, den Ironman 70.3 South Africa und den Ironman 70.3 Monaco organisierte. Der Triathlon entstand als fünfter europäischer sowie zwanzigster Event weltweit mit dem Markenzeichen „Ironman 70.3“ im Veranstaltungsnamen. Gemäß Presseinformationen von Triangle stand die Wahl der niederösterreichischen Hauptstadt St. Pölten als Austragungsort erst nach langen Verhandlungen fest, wobei die zentrale Lage und die leichte Erreichbarkeit ausschlaggebend gewesen wären. Triangle kündigte vor der Premiere, deren Budget sie mit einer Million Euro bezifferte, dessen weltweite Übertragung durch eine Fernsehproduktion des ORF an und warb bereits zur ersten Austragung mit einem erwarteten Nutzen für die Region von rund 12.000 Nächtigungen sowie einer prognostizierten Wertschöpfung von rund 5,2 Millionen Euro. De facto erwies sich diese Erwartung zumindest für die Erstaustragung als unrealistisch: Bei der Premiere standen letztlich nur 568 Athleten (bei einem Teilnehmerlimit von 1500 Triathleten) am Start, die Presse schrieb von rund 5000 Zuschauern vor Ort.
Die Teilnahmegebühr in St. Pölten betrug bei der Premiere 160 Euro. Bei der Erstaustragung des Ironman 70.3 Austria am 2. Juni 2007 war eine Qualifikation für 75 Startplätze bei einem Triathlon in Clearwater als Abschluss der Ironman-70.3-Serie möglich. Die schnellsten Amateure in deren Altersklassen sowie Profi-Triathleten können diese Startplätze nachmittags nach dem Wettkampf in St. Pölten erwerben. Dieses Serienfinale wird unter dem Namen „Ironman 70.3 World Championship“ beworben, stellt aber keine durch einen internationalen Verband vergebene formale Weltmeisterschaft dar. Bei der Premiere 2007 konnte sich der Deutsche Michael Göhner nach 75 km auf der Radstrecke an die Spitze setzen und gewann schließlich vor Gerrit Schellens. Schnellste Frau war die Ungarin Erika Csomor. 2009 fand das Rennen in St. Pölten am 24. Mai statt und es waren Athleten aus 39 Nationen gemeldet. Chris McCormack erreichte nach einem Kopf-an-Kopf-Rennen drei Sekunden vor dem Zweitplatzierten Marino Vanhoenacker das Ziel. Bei den Frauen gelang Sandra Wallenhorst mit dem schnellsten Halbmarathon der Sieg vor Lucie Zelenkova, die nach der zweiten Disziplin noch vor Eva Dollinger und Caroline Steffen an der Spitze gelegen hatte.

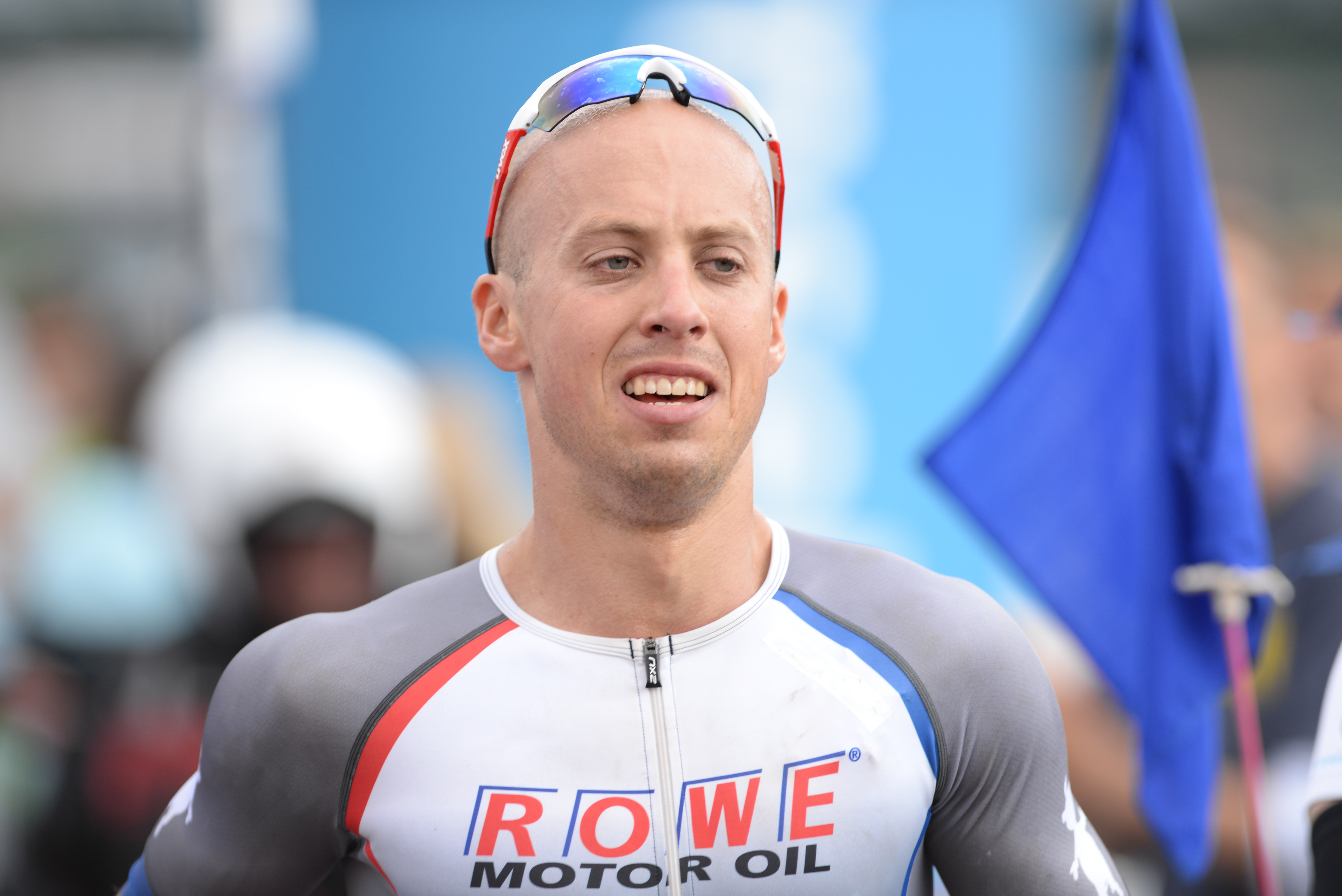
Der zweimalige Sieger Andreas Böcherer (2015, 2016)

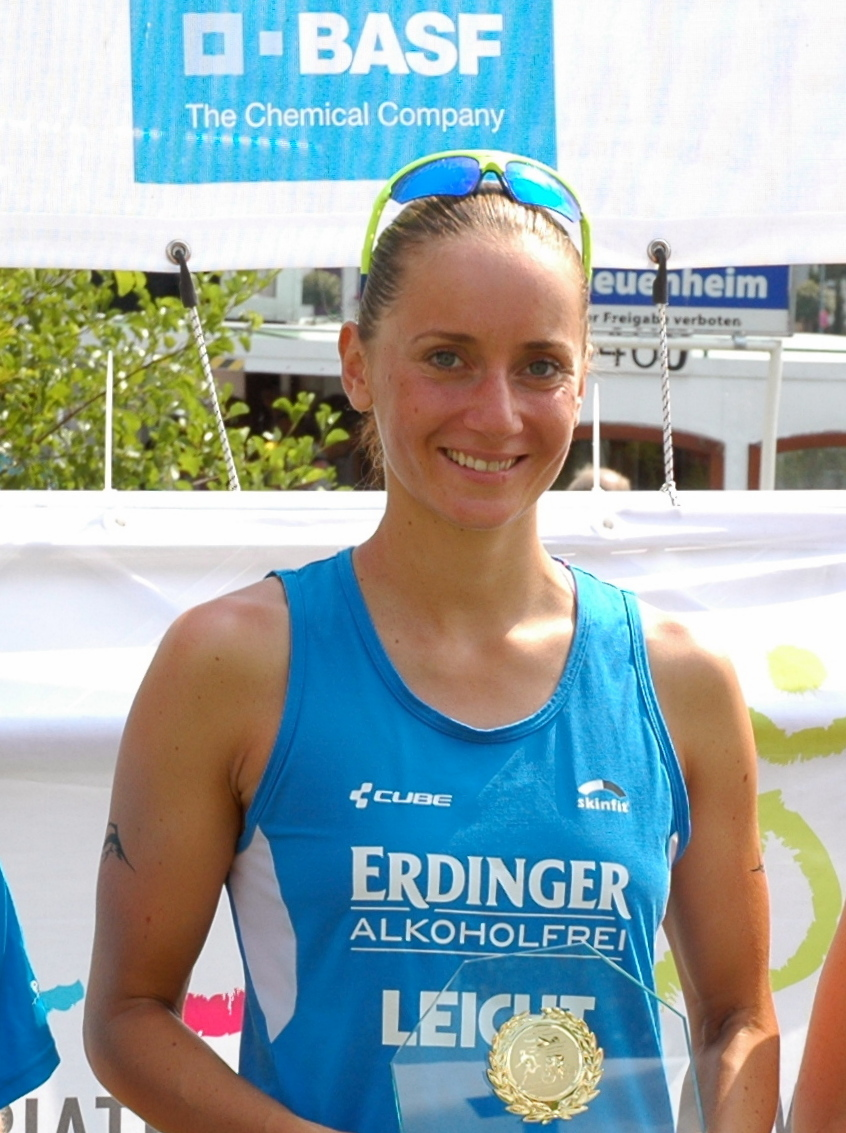
Laura Philipp, Siegerin 2016, 2017 und 2018

2010 verkauften die Inhaber von Triangle ihre Firma inklusive der Rechte an ihren Veranstaltungen an die inzwischen in den Besitz einer Investmentgesellschaft gegangenen WTC. 2010 wurde die Zahl der in St. Pölten angebotenen Startplätze für das Serienfinale, die für je 270 Euro erworben werden konnten, auf fünfzig reduziert. 2010 verbesserte der Tscheche Filip Ospalý den Streckenrekord auf 3:46:01 h und unterbot damit die Siegerzeit aus dem Vorjahr um mehr als acht Minuten. Bei den Frauen konnte die seit 2007 in Österreich lebende Niederländerin Yvonne van Vlerken den Endspurt vor der Ungarin Erika Csomor knapp für sich entscheiden.
Zur fünften Austragung 2011 waren Anmeldungen von mehr als 2300 Athleten aus 50 Nationen eingegangen.
Seit 2012 wird vom gleichen Veranstalter rund 340 km westlich von St. Pölten auch der Ironman 70.3 Zell am See-Kaprun veranstaltet. Seit 2013 wurden in St. Pölten noch 30 Startplätze für das Saisonfinale verkauft. Im Mai 2013 waren 2268 Athleten am Start. Die Schwimmdistanz musste in diesem Jahr witterungsbedingt ersatzlos gestrichen werden.
2014 konnte Lisa Hütthaler hier ihren Erfolg aus dem Vorjahr wiederholen und stellte mit 4:17:20 h einen neuen Streckenrekord bei den Frauen auf.
2015 gingen insgesamt 2123 Anmeldungen beim Veranstalter ein, im Vorfeld hatte der Veranstalter als Teilnehmerlimit 2400 Starter genannt. Um der Windschattenproblematik entgegenzuwirken, starten die Athleten bereits seit der Premiere in einzelnen Startgruppen. Der Start der Profi-Athleten erfolgt dabei etwa zehn Minuten vor den Amateuren. Insgesamt gab es 2015 zehn Startgruppen. Im Mai 2015 konnten mit Anja Beranek und Andreas Böcherer erstmals zwei deutsche Athleten das Rennen für sich entscheiden.
Die Anmeldegebühr stieg für 2016 auf 302 Euro für Einzelstarter sowie 402 Euro für Staffeln, bei Anmeldung mehrere Monate vor dem Wettkampf sind niedrigere Teilnahmegebühren möglich. 2016 betrug die von den qualifizierten Athleten direkt vor Ort in bar zu entrichtende Teilnahmegebühr für die „Ironman 70.3 World Championship“ 378 Euro (jeweils inklusive obligatorischer Servicegebühr). 2016 konnte Böcherer seinen Titel erfolgreich verteidigen.
Im Mai 2018 holte sich die Deutsche Laura Philipp nach 4:14:25 h mit neuem Streckenrekord ihren dritten Sieg in Folge und auch der Österreicher Michael Weiss verbesserte bei den Männern den Streckenrekord auf 3:51:36 h.

### Fortführung als „Challenge St.Pölten“ ab 2020
Nach der 13. Austragung 2019 kam es zu einem Wechsel des Veranstalters. 
Wie im Mai bekannt wurde, sollte das Rennen am 24. Mai 2020 unter neuem Veranstalter im Rahmen der internationalen Challenge-Rennserie als „Challenge St. Pölten“ ausgetragen werden. Diese geplante Veranstaltung musste aber aufgrund der COVID-19-Pandemie ersatzlos abgesagt werden.
Die Erstaustragung der Challenge St. Pölten war am 30. Mai 2021. Es waren etwa 1700 Athleten am Start und das Rennen wurde ohne Zuschauer ausgetragen. Die zweite Austragung war hier am 29. Mai 2022.
Nach der Saison 2023 wurde die Challenge St. Pölten zum beliebtesten Rennen der weltweiten Serie erklärt und die Challenge Roth konnte die Kategorien „Best Bike“ und „Best Finish Line Party“ für sich entscheiden.
Im Mai 2024 wird in St. Pölten erstmals die Triathlon-Staatsmeisterschaft über die Mitteldistanz ausgetragen.

### Streckenverlauf
- Die Schwimmdistanz startet im Viehofner See und nach 900 Metern Schwimmen gibt es einen etwa 200 Meter langen Landgang zum Ratzersdorfer See.
- Die Radstrecke verläuft über eine 90 km lange einmal zu durchfahrende Runde durch die Wachau mit etwa 1024 hm – über Herzogenburg, Traismauer, Krustetten, Krems, Mautern, Weißenkirchen, Aggsbach, über Gansbach und Obritzberg wieder zurück zur Wechselzone in St. Pölten. Auf einem ca. 16 km langen Teilstück zu Beginn der Radstrecke verläuft diese über das für die Veranstaltung gesperrte Autobahnteilstück der Kremser Schnellstraße S33 zwischen Anschlussstelle St. Pölten Nord bis zur Anschlussstelle Traismauer Nord.
- Der abschließende Halbmarathon wird über zwei Runden am östlichen und westlichen Ufer der Traisen ausgetragen.

## Siegerliste

### Challenge St. Pölten
| N ° | Datum/Jahr   | Männer                | Männer             | Männer         | Frauen           | Frauen          | Frauen                  |
| N ° | Datum/Jahr   | 1. Platz              | 2. Platz           | 3. Platz       | 1. Platz         | 2. Platz        | 3. Platz                |
| --- | ------------ | --------------------- | ------------------ | -------------- | ---------------- | --------------- | ----------------------- |
| 5   | 25. Mai 2025 | Jannik Schaufler (SR) | Will Draper        | Ondrej Kuba    | Chloe Sparrow    | Anna Pabinger   | Gabriele Obmann         |
| 4   | 26. Mai 2024 | Tom Hug -2-           | Ondrej Kuba        | Will Draper    | Laura Zimmermann | Chloe Sparrow   | Sarah Schönfelder       |
| 3   | 21. Mai 2023 | Tom Hug               | Adriano Engelhardt | Lukas Hollaus  | Lotte Wilms      | Daniela Kleiser | Carolin Lehrieder       |
| 2   | 29. Mai 2022 | Nicolas Mann          | Caleb Noble        | Lukas Hollaus  | Lucy Buckingham  | Grace Thek      | Aleksandra Jędrzejewska |
| 1   | 30. Mai 2021 | Frederic Funk         | Jan Stratmann      | Maurice Clavel | Anne Haug        | Imogen Simmonds | Maja Stage Nielsen      |

| Österreichische Staatsmeisterschaft Mitteldistanz |

### Ironman 70.3 Austria
| N ° | Datum/Jahr   | Männer               | Männer              | Männer          | Frauen                 | Frauen             | Frauen               |
| N ° | Datum/Jahr   | 1. Platz             | 2. Platz            | 3. Platz        | 1. Platz               | 2. Platz           | 3. Platz             |
| --- | ------------ | -------------------- | ------------------- | --------------- | ---------------------- | ------------------ | -------------------- |
| 13  | 26. Mai 2019 | Franz Löschke        | Thomas Steger       | Michael Weiss   | Sara Svensk            | Bianca Steurer     | Julia Gajer          |
| 12  | 27. Mai 2018 | Michael Weiss        | Ruedi Wild          | Giulio Molinari | Laura Philipp -3- (SR) | Helle Frederiksen  | Anja Beranek         |
| 11  | 21. Mai 2017 | Nils Frommhold       | Andreas Böcherer    | Maurice Clavel  | Laura Philipp -2-      | Yvonne van Vlerken | Lisa Hütthaler       |
| 10  | 22. Mai 2016 | Andreas Böcherer -2- | Ruedi Wild          | Paul Reitmayr   | Laura Philipp          | Yvonne van Vlerken | Anja Beranek         |
| 9   | 17. Mai 2015 | Andreas Böcherer     | Nils Frommhold      | Jan van Berkel  | Anja Beranek           | Nicola Spirig Hug  | Laura Philipp        |
| 8   | 25. Mai 2014 | Eneko Llanos         | Marino Vanhoenacker | Michael Weiss   | Lisa Hütthaler -2-     | Kaisa Lehtonen     | Svenja Bazlen        |
| 7   | 26. Mai 2013 | Bart Aernouts        | Andreas Böcherer    | Eneko Llanos    | Lisa Hütthaler         | Eva Nyström        | Yvonne van Vlerken   |
| 6   | 20. Mai 2012 | Filip Ospalý -3-     | Andreas Raelert     | Cyril Viennot   | Julia Gajer            | Erika Csomor       | Natascha Badmann     |
| 5   | 22. Mai 2011 | Filip Ospalý -2-     | Michael Weiss       | Paul Amey       | Karin Thürig           | Erika Csomor       | Yvonne van Vlerken   |
| 4   | 30. Mai 2010 | Filip Ospalý         | Chris McCormack     | Andreas Raelert | Yvonne van Vlerken -2- | Erika Csomor       | Karin Thürig         |
| 3   | 24. Mai 2009 | Chris McCormack      | Marino Vanhoenacker | Massimo Cigana  | Sandra Wallenhorst     | Lucie Zelenková    | Caroline Steffen     |
| 2   | 24. Mai 2008 | Massimo Cigana       | Björn Andersson     | Michael Göhner  | Yvonne van Vlerken     | Erika Csomor       | Sandra Wallenhorst   |
| 1   | 2. Juni 2007 | Michael Göhner       | Gerrit Schellens    | Hans Mühlbauer  | Erika Csomor           | Charlotte Kolters  | Edith Niederfriniger |